# Вологодський державний педагогічний університет
Вологодський державний педагогічний університет — вищий навчальний заклад у Російській Федерації. З 11 червня 2014 структурний підрозділ Вологодського державного університету.

## Історія
Педагогічний інститут у Вологді був відкритий 1918 на основі Учительського інституту, створено у Російській імперії 1912.
З 1930 на базі цього інституту заснований Північний крайовий педагогічний інститут, 1932 перейменований на Вологодський державний педагогічний інститут.
1940–1957 був імені В'ячеслава Молотова.
1995 став Вологодським державним педагогічним університетом.

## Викладачі
- Василь Волгай, український педагог. Викладав на кафедрі історії народів СССР. Убитий в урочищі Сандармох.
- Кон Ігор Семенович, російський соцілог.